# 八溝嶺神社
八溝嶺神社（やみぞみねじんじゃ）は、茨城県久慈郡大子町の神社。

## 歴史
景行天皇40年に創建されたと伝えられる。日本武尊が八溝山に巣食う賊を討ち取り、大己貴命と事代主命を祀ったのが起源とされている。
八溝山には、かつて金鉱山があったといわれており、836年（承和3年）に遣唐使派遣の資金調達のために当社の神に祈ったところ、通常の数倍の金を産出したという。この功により、当社の祭神に「従五位下勲十等八溝黄金神」の称号が与えられている。
江戸時代には、水戸藩の保護を受け、社領20石が与えられている。

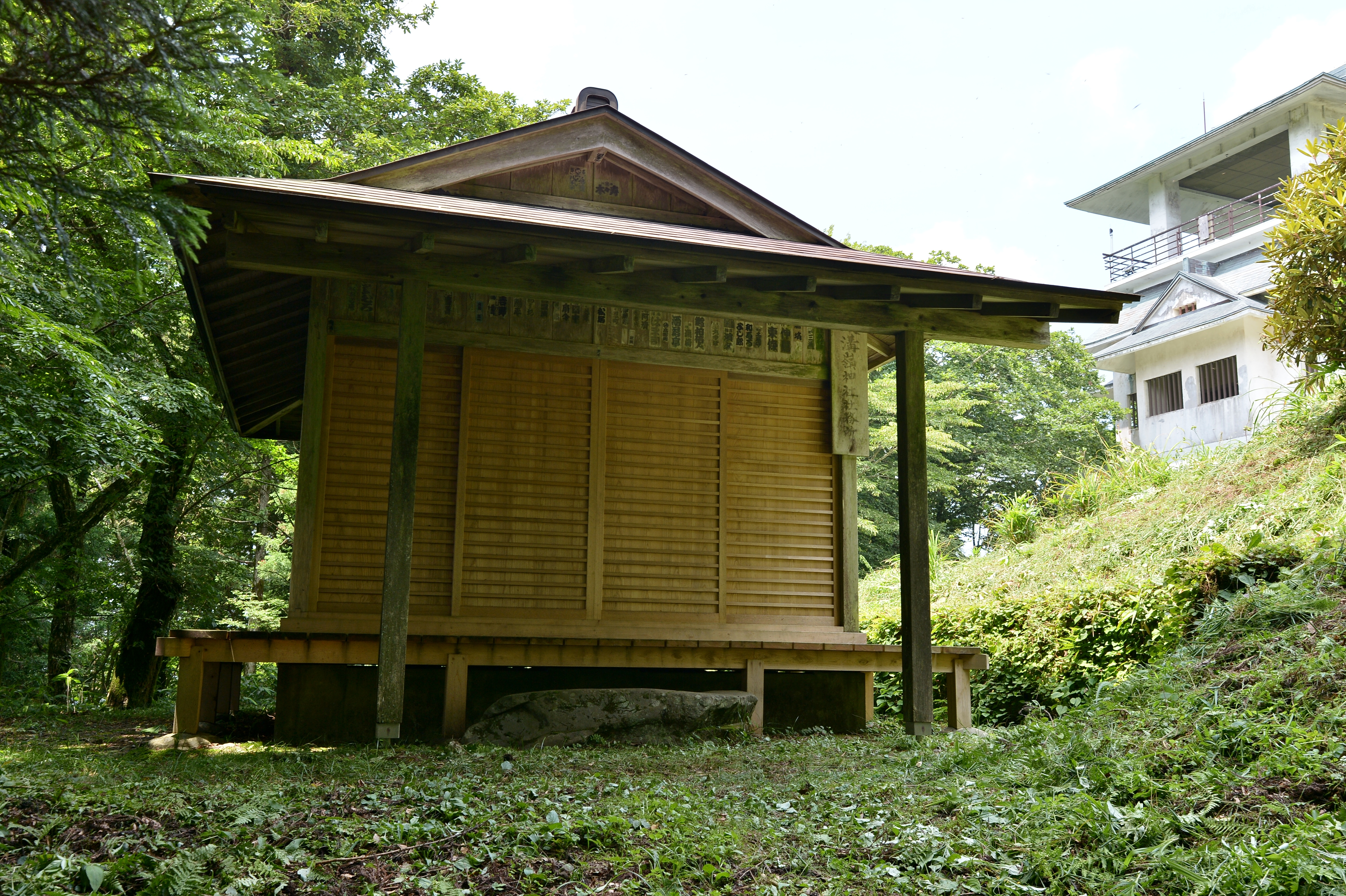
社務所
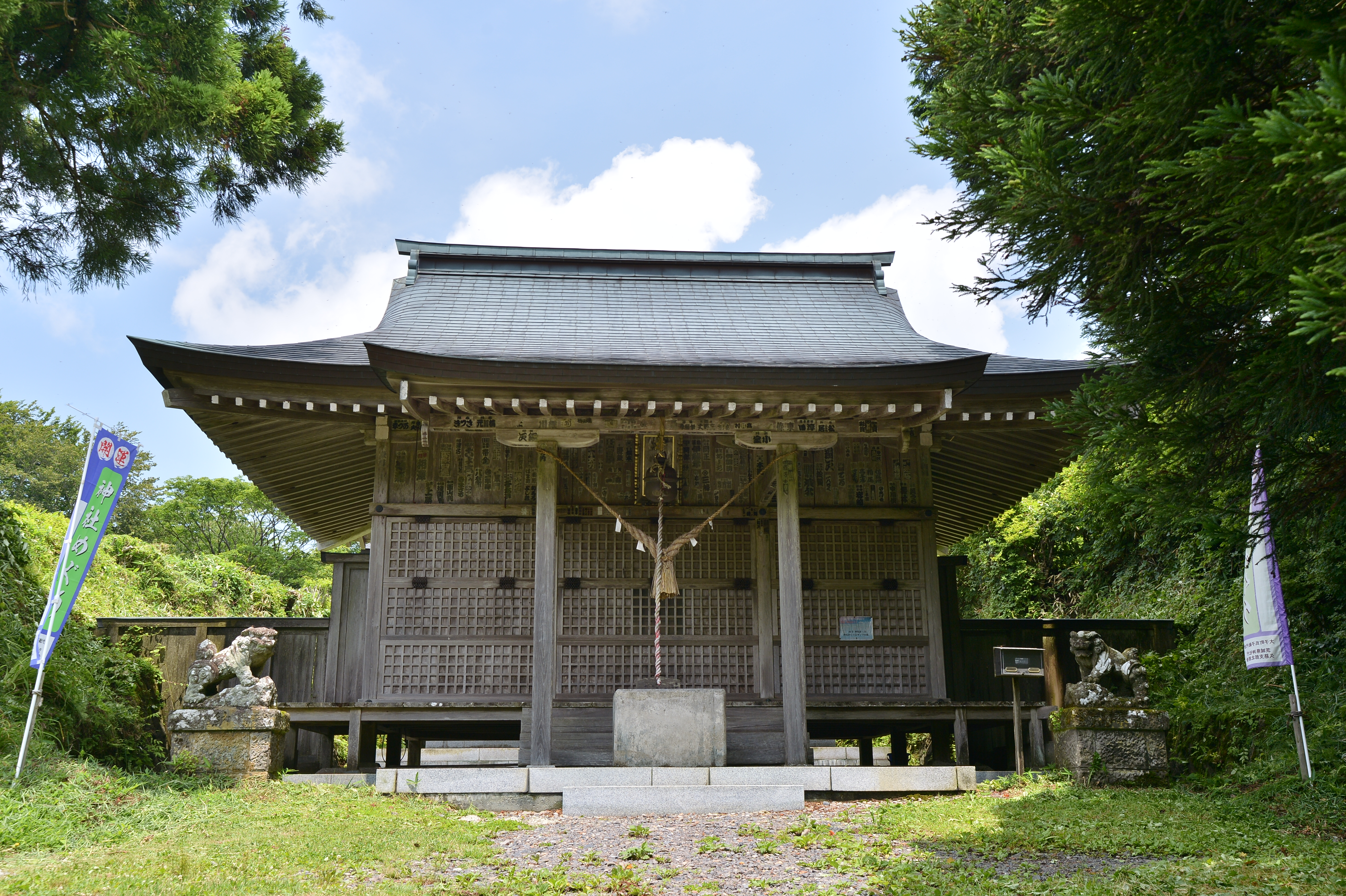
拝殿
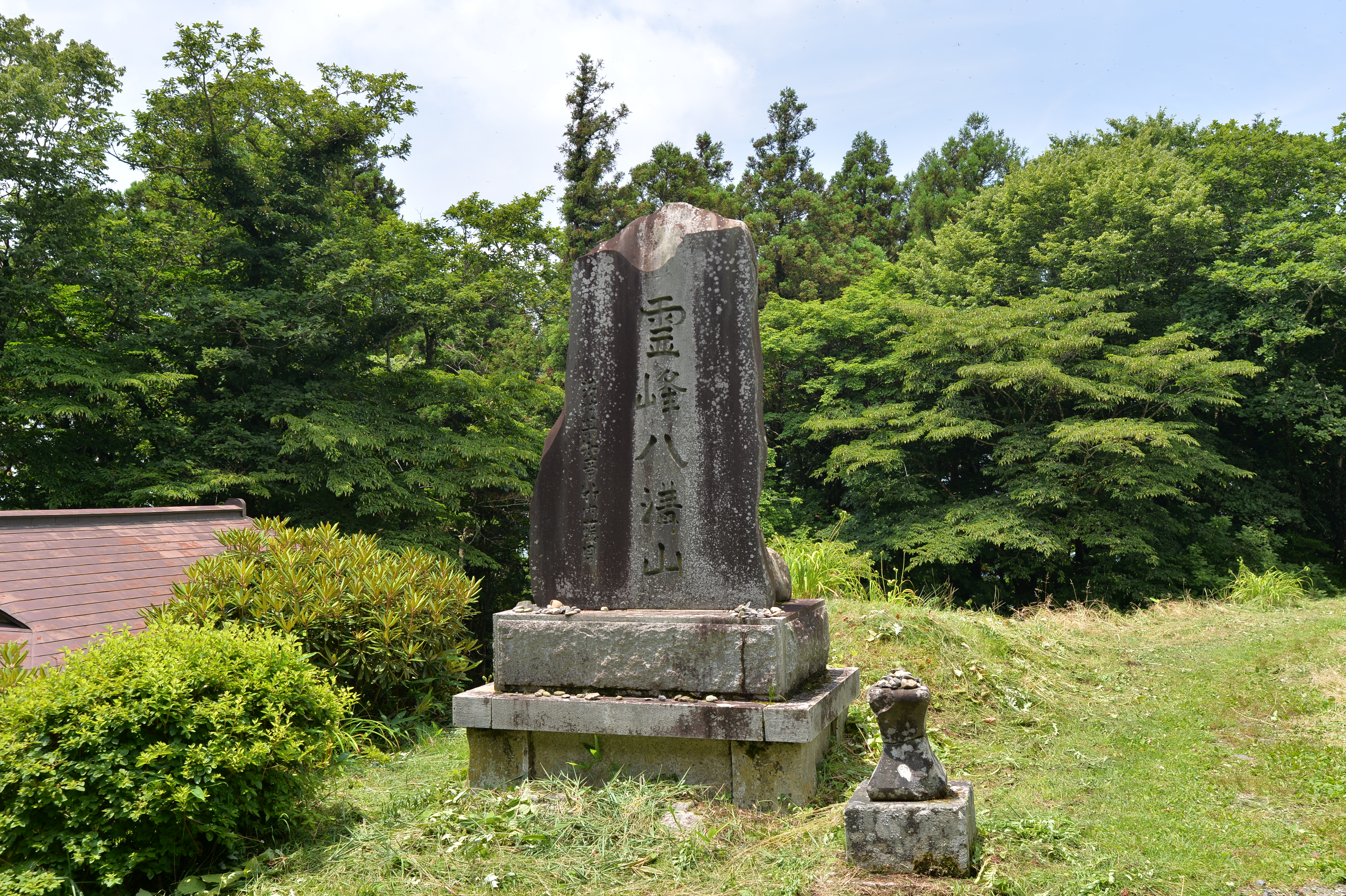
霊峰八溝山の碑
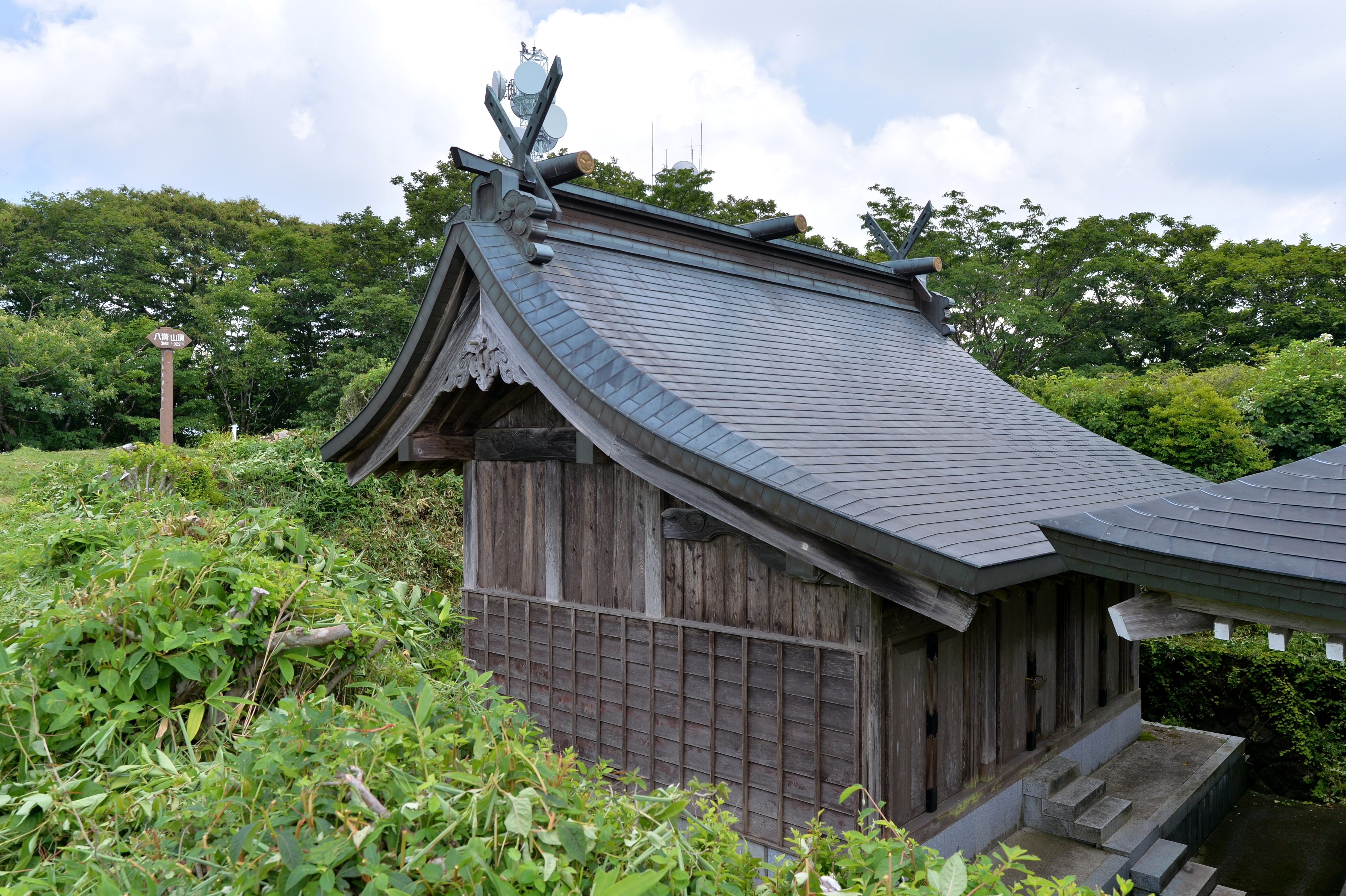
本殿
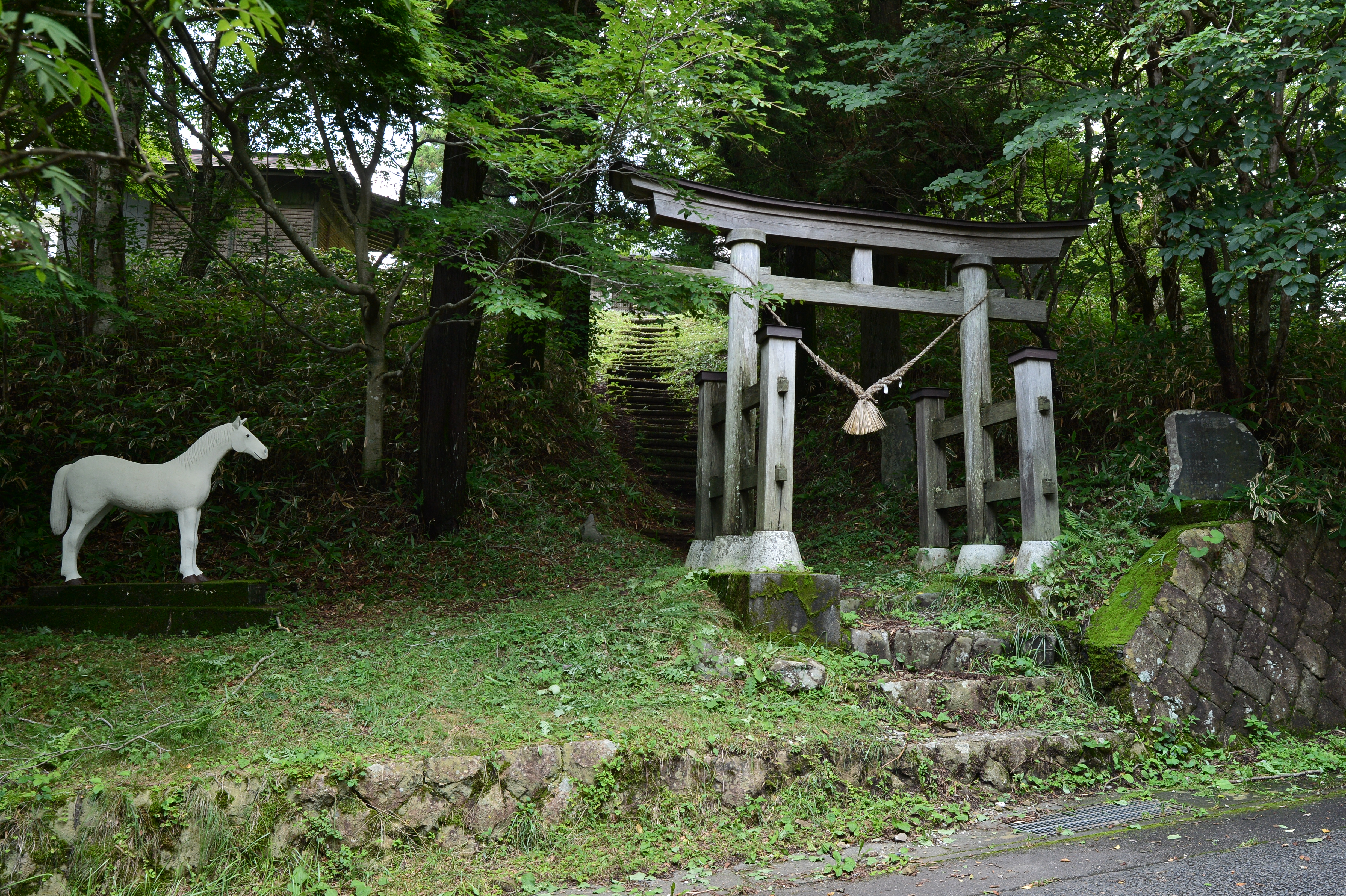
二ノ鳥居

## 交通アクセス
- 矢板ICより車1時間18分。